# Junín (subte de Buenos Aires)
Junín o Ayacucho es el nombre de una futura estación de la red de subterráneos de la Ciudad de Buenos Aires. La estación se encontrará entre las estaciones Pueyrredón y Santa Fe de la futura línea F. Estará ubicada debajo de la avenida Las Heras en su intersección con Junín, en el barrio porteño de Recoleta.